# ساتشسين لايبزيغ
نادي ساتشسين لايبزيغ لكرة القدم (بالألمانية: Fussball-Club Sachsen Leipzig 1990 e.V.) نادي كرة قدم ألماني يلعب في دوري الدرجة الخامسة . تم تأسيس النادي في سنة 1990 .